# Відкритий чемпіонат Британії з гольфу
Відкритий чемпіонат Британії з гольфу (офіційно The Open Championship, неофіційно The Open або British Open) — турнір з гри в гольф, найстарший з усіх мейджорів. Турнір проводиться з 1860 року в Сполученому королівстві Великої Британії та Північної Ірландії. Це єдиний мейджор, що проходить за межами США. Проведенням турніру опікується Королівський та древній гольф-клуб святого Андрія зі штаб-квартирою в шотландському місті Сент-Ендрюс. Відкритий чемпіонат Британії є четвертим мейджором року й дата його проведення вибирається так, щоб включати третю п'ятницю липня. Місце проведення змінюється, більшість трас належать до розряду «гольф у дюнах».

## Виноски
1. ↑   Так зазвичай перекладають англійське слово links, що означає непридатні до землеробства прибережні землі.